# Heinrich Schneider (Bibliothekar)
Heinrich Schneider (* 30. April 1889 in Offenbach am Main; † 3. Juni 1972 in Kalifornien) war ein US-amerikanischer Bibliothekar sowie Germanist deutscher Herkunft.

## Leben
Heinrich Schneider, Sohn des Lehrers Heinrich Christian Schneider und der Lina geborene Rohn, widmete sich nach abgelegtem Abitur den Studien der Theologie, Germanistik und Geschichtswissenschaften an den Universitäten Tübingen, Leipzig und Gießen, die er 1911 mit dem Erwerb des akademischen Grades eines Dr. phil. und 1912 mit der Prüfung für das höhere Lehramt abschloss. Er wurde 1912 in Gießen Anwärter für den höheren Bibliotheksdienst und 1914 Hilfsbibliothekar an der Universitätsbibliothek, nach dem Kriegsdienst im Ersten Weltkrieg 1920 Bibliothekar; gleichzeitig erhielt er einen Lehrauftrag im Fach Geschichte. 1921 wechselte er an die Herzog August Bibliothek in Wolfenbüttel, 1923 erfolgte dort seine Bestellung zum kommissarischen Direktor. 1926 folgte Schneider einem Ruf als Oberbibliothekar und Bibliotheksrat an die Stadtbibliothek Lübeck, wo er 1930 Erster Bibliotheksrat und stellvertretender Direktor wurde.
Nachdem Heinrich Schneider gemeinsam mit dem Bibliotheksdirektor Willy Pieth im März 1933 aus politischen Gründen beurlaubt und Anfang Juli dann entlassen worden war, emigrierte er zunächst nach Sofia, lehrte als Gastprofessor am American College, bis er 1936 in die USA übersiedelte, wo er bis zu seiner Emeritierung 1955 unter anderem an der Harvard University in Cambridge unterrichtete. Schneider – er verstarb 1972 im Alter von 83 Jahren in Kalifornien – zählt zu den bedeutendsten Lessing-Forschern seiner Zeit.
1953 wurde Schneider in die American Academy of Arts and Sciences gewählt.

## Schriften
- Gebrauch des attributiven Beiworts in Schillers und Goethes Versdramen. Christ & Herr, 1911 (Dissertation).
- Beiträge zur Geschichte der Universitätsbibliothek Helmstedt. Verlag des Universitätsbundes, Helmstedt 1924.
- Das Bildnis Eva Lessings. G. Engelhardt Nachf., Wolfenbüttel 1924.
- Lessing und Wolfenbüttel. J. Zwißler, Wolfenbüttel 1924.
- Joachim Morsius und sein Kreis. Zur Geistesgeschichte des 17. Jahrhunderts. Otto Quitzow Verlag, Lübeck 1929.
- Klaus Groth und Emanuel Geibel. Festgabe zur Eröffnung des Geibelzimmers der Lübecker Stadtbibliothek anläßlich des 26. Deutschen Bibliothekartages Pfingsten 1930 zu Lübeck. Lübecker Stadtbibliothek, Lübeck 1930.
- Lessing. Zwölf biographische Studien. Lehnen, München 1951.